# جغرافيا غينيا الاستوائية
غينيا الاستوائية قسم منها في البر الأفريقي، وقسم آخر، مكوَّن من عدة جزر، مقابل الشاطئ الكاميروني. يقع القسم البري منها، المسمى ريو موني، في وسط القارة الإفريقية، على المحيط الأطلسي، ويحدُّه الكاميرون شمالاً، والجابون، شرقاً وجنوباً.

## المناخ
مناخه استوائي، ومعدل درجات حرارته 26 درجة مئوية. عدد الجزر خمسة هي: بيوكو وكورسكو وإلوبى شيكو وإلوبى الكبرى وأنوبون ومالابو، وتقع عاصمتها في جزيرة بيوكو، وتسمى العاصمة مالابو.

## السطح
السطح في الجزء الأساسي من الدولة مستوي ومغطى بالغابات ويروي نهر إمبيني 60 % من مساحة الأرض أما جزيرة بيوكو فهي بركانية الأصل وجبلية ومغطاة بالأشجار وذات شاطئ صخري وأعلى قمة بها هي قمة سانتا ايزابيل 3.008 متر (9.869 قدم) والجزيرة تتمتع بتربة بركانية خصبة وتروى بالمياه من عدة مجار مائية وتوجد بعض البحيرات بالجبال.
رغم أن 46% من الأراضي ما زالت مغطاة بالغابات حسب تقديرات 1993، تظهر مشكلة التصحر مع زيادة الإنتاج الزراعي بالرغم من تزايد عائد البترول.